# Ferrovia Casablanca-Marrakech
La ferrovia Casablanca–Marrakech è una delle linee più trafficate del paese. È a scartamento normale, in parte a doppio binario ed elettrificata a 3000 volt a corrente continua. Il suo percorso segue quello della strada nazionale 9.
Fa parte della rete ferroviaria gestita dall'Office National des Chemins de Fer.
Dalla linea si diramano:
- la ferrovia Sidi el Aidi–Oued Zem a binario unico
- la ferrovia Benguerir–Youssoufia–Safi